# Mupakat Jadi
Mupakat Jadi is een bestuurslaag in het regentschap Bener Meriah van de provincie Atjeh, Indonesië. Mupakat Jadi telt 409 inwoners (volkstelling 2010).